# Louky (Zlín)
Louky jsou část krajského města Zlína. Původně byly středně velká obec, ke Zlínu byly připojeny roku 1938 v rámci vzniku Velkého Zlína. Nacházejí se asi 4 km na západ od Zlína. Je zde evidováno 378 adres. Trvale zde žije 1044 obyvatel.
Louky leží v katastrálním území Louky nad Dřevnicí o rozloze 3,65 km2.

## Název
Název v nejstarších podobách byl Luky či Lúky, později i Lauky, přičemž písmena „au“ označovala dvojhlásku „ou“ a od pravopisné reformy ve 40. letech 19. století byla obecně nahrazena písmeny „ou“. V němčině se od roku 1846 používal název Luk. Roku 1924 byl název obce oficiálně rozšířen o přívlastek na Louky nad Dřevnicí.
Podle vzorového skloňování, evidovaného ve statistickém rejstříku RSO a přebíraného RÚIAN, se ve 2., 3., 6. a 7. pádě z kmene názvu vypouští písmeno „o“ (Luk, Lukám, Lukách, Lukami). Internetová jazyková příručka ÚJČ AVČR však pro toto jméno uvádí krácený tvar pouze ve 2. pádu (Luk), kde nepřipouští dlouhý tvar, a pro ostatní pády uvádí pouze tvary s nevypuštěným „o“ (Loukám, Loukách, Loukami).

## Historie
V průběhu 19. a 20. století byly v okolí louckého hřbitova nalezeny předměty svědčící o dávném osídlení. Při vykopávkách v roce 1878, které řídil vídeňský profesor Moric Trapp, byly nalezeny kamenné, bronzové i železné předměty. Roku 1949 bylo při výkopu kanalizace nedaleko hřbitova odhaleno místo, které bylo vyhodnoceno jako hrob slovanského bojovníka asi ze střední doby hradištní (r. 800–950), kde byly nalezeny 3 železné předměty: meč v pochvě, sekerka a pravděpodobně odlomená špička hrotu kopí. Roku 1952 byl v předmětné oblasti proveden výkopový průzkum, při kterém bylo nalezeno mnoho dalších předmětů.
Nejstarší zmínka o Loukách pochází z roku 1350, kdy bratři Milič, Racek a Buň intabulovali Čeňkovi z Bechyně tečovický statek s příslušnými vesnicemi (mezi nimi jmenovány i Louky) k panství Malenovice. K němu patřily až do zrušení poddanství. 
Od roku 1406 byl v Lukách svobodný dvůr a roku 1580 dvůr i tvrz, který byly v držení Viknána, pána z Lukova. Pozůstatky této tvrze - zbytky věže a funkční sklepení – se nalézají na soukromém pozemku.
Roku 1753 před louckými hody celá vesnice vyhořela.
17. března 1849 s vydáním prozatímního zřízení obecního se Louky staly obcí, do roku 1850 však dočasně vykonával veřejnou správu vrchnostenský úřad v Malenovicích. Roku 1869 se od Luk oddělily osady Lhotka a Chlum.
25. března 1855 zničil téměř celou vesnici velký požár, který vznikl v čp. 50. Shořela i stará dřevěná zvonice, z níž se dochoval zvon, který byl umístěn do nové kapličky Nanebevzetí Panny Marie, postavené roku 1856.
Vesnice byla původně převážně zemědělská. V roce 1900 k obcí příslušelo 343 ha zemědělské půdy, z toho 309 ha polí, 13 ha pastvin, 12 ha luk a 9 ha zahrad. Roku 1954 celý katastr zaujímal 365 ha, z toho pole tvořily přes 275 ha, louky 15 ha a sady přes 35 ha. Ve 20. století zaměstnanost ovlivnil průmyslový rozvoj Zlína; ve 30. letech byla většina obyvatel zaměstnaná v Baťových závodech.
Železniční trať přes Louky byla zprovozněna roku 1899. Kromě ní v meziválečném období zajišťovali obsluhu Luk dva autodopravci. V roce 1949 byla zavedena trolejbusová trať přes Louky do Malenovic. V roce 1972 byla nově zavedena autobusová linka L přímo do vsi Louky, 1. ledna 1983 byla přečíslovaná na číslo 57 a od 1. července 2007 v této části nahrazena hybridní trolejbusovou linkou č. 3.
Nejprve loucké děti docházely do školy v Malenovicích. Roku 1787 byla v Loukách zřízena jednotřídní škola. Roku 1889 byla v Loukách postavena první jednoposchoďová školní budova (budova čp. 68 na návsi). Od školního roku 1890/1891 byla škola rozšířena na dvoutřídní. Roku 1934 byla postavena nová, dvoupatrová škola (dnešní mateřská škola U Dřevnice čp. 206). Postupně byla škola rozšířena až na pětitřídní. Roku 1978 bylo vyučování v Loukách zrušeno a děti pak dojížděly na Podhoří a do Malenovic.
Trojice rybníků se v Loukách nacházela do konce 18. století, roku 1962 byly v původních místech obnoveny a v následujících letech k nim přibyl čtvrtý. Tzv. Chlumské rybníky jsou ve správě Moravského rybářského svazu. Koupaliště bylo nedaleko vybudováno v letech 1947–1951, po dalších 7 letech bylo přistavěno brouzdaliště.
Roku 1891 byl založen čtenářský spolek, v letech 1908/09 Sbor dobrovolných hasičů a postaveno hasičské skladiště, roku 1910 založeny Honební spolek a Spolek chovatelů dobytka, roku 1934 byl v obci založen Sokol.
Roku 1928 Louky navštívil československý prezident T. G. Masaryk, roku 1936 Edvard Beneš.
Roku 1929 byla obec elektrifikována a byl zřízen obecní telefon. Roku 1932/1933 byl založen místní hřbitov. Roku 1947 byl zřízen veřejný rozhlas, roku 1959 byla rozšířena síť veřejného osvětlení a rekonstruován místní rozhlas. Roku 1994 byla dokončena plynofikace, roku 2000 kanalizace. Roku 1997 byly pojmenovány ulice.
Roku 1938 byly Louky spolu s několika dalšími obcemi připojeny ke Zlínu v rámci vzniku tzv. Velkého Zlína.
Roku 1951 bylo v Loukách založeno JZD. V letech 1972–1979 byl v Loukách vybudován areál zlínských technických služeb.

## Popis území
Louky se rozkládají po obou stranách Dřevnice, po jejímž levém břehu vede silnice I/49 a železniční trať 331. 
Vlastní jádro vesnice se nachází na pravém břehu Dřevnice. Na návsi stojí kaple Zvěstování Páně. Na jižním okraji vsi je menší průmyslová zóna, kde sídlí například Technické služby Zlín. V severní části vsi je při Chlumském potoce kaskáda Chlumských rybníků a letní koupaliště. 
Jižně od silnice se rozkládá obchodně-průmyslová zóna, v níž se nachází poblíž zastávky Šrámkova i okresní soud. Na severní straně hlavní silnice se poblíž zastávky Šrámkova nachází obchodní centrum Terno spolu se supermarketem LIDL a prodejnou UNI HOBBY. Mezi významnější podniky v průmyslové zóně patří například areál společnosti Zliner, největšího českého prodejce autobusů IVECO, plastikářská firma SPUR či ofsetová tiskárna Graspo. V průmyslové zóně sídlí množství autosalonů (údajně 14). Ve východní části průmyslové zóny je sídlo společnosti Vodárna Zlín a Vodovody a kanalizace Zlín. V jihovýchodním cípu Luk se nachází loucký hřbitov, který přesahuje i do katastru Malenovic. 
Části původní vsi mají vžité historické názvy: Dědina, Šalanda, Hlubočina, Zábrančí, Záhumení, Vinohrady, Chalúpky. Tyto názvy jsou zčásti reflektovány v oficiálním pojmenování ulic. 

## Doprava
Po levém břehu Dřevnice prochází trať 331, na níž se nachází zastávka Zlín-Louky, a silnice I/49 (jako třída Tomáše Bati), na níž se na území Luk nacházejí trolejbusové a autobusové zastávky Růžová (pouze směr Zlín); Louky, křižovatka; Louky, průmyslová zóna (jednosměrně, pouze směr Otrokovice); Šrámkova; a ve směru ke Zlínu spadá do území Luk i zastávka Cihelna. Ve směru hlavní silnice projíždějí mj. trolejbusové linky 2, 6 a 10, autobusová linka 70 a řada regionálních linek.
Na východním okraji průmyslové zóny i části Louky se nachází trolejbusová točna Podhoří, kde končí trolejbusové linky 4 a 5.
Jádro vesnice na pravém břehu Dřevnice je obsluhováno trolejbusovou linkou 3, která je zajišťována hybridními trolejbusy.